# Бородино (Пермский край)
Бородино — деревня в Берёзовском районе Пермского края. Входит в состав Кляповского сельского поселения.

## Географическое положение
Деревня расположена на правом берегу реки Таз (правый приток реки Сылва), примерно в 7,5 км к юго-востоку от райцентра, села Берёзовка.

## Население
| 2010 |
| ---- |
| 7    |

## Топографические карты
- Лист карты O-40-91 Усть-кишерть. Масштаб: 1 : 100 000. Состояние местности на 1980 год. Издание 1987 г.